# Cola nana
Cola nana är en malvaväxtart som beskrevs av Adolf Engler och K. Krause. Cola nana ingår i släktet Cola och familjen malvaväxter. Inga underarter finns listade i Catalogue of Life.